# Step Up (The Cheetah Girls)
Step Up è un singolo del gruppo pop femminile The Cheetah Girls, pubblicato dalla colonna sonora The Cheetah Girls 2.
Il brano, pubblicato nel 2006, è stato scritto e prodotto da Matthew Gerard e Robbie Nevil.

## Tracce
- Download digitale

1. Step Up - 3:08